# Andrew Gaze
Pour les articles homonymes, voir Gaze (homonymie).
Andrew Gaze, né le 23 juillet 1965 à Melbourne, en Australie, est un ancien joueur australien de basket-ball, évoluant au poste d'arrière.

## Carrière
Andrew Gaze est le fils de l'ancien joueur et entraîneur de basket-ball Lindsay Gaze. Il commence sa carrière en NBL à l'âge de 18 ans, devenant rookie de l'année en 1984. Meilleur marqueur de l'histoire de la ligue australienne avec 18 908 points inscrits en 612 matchs et 22 saisons disputées, pour une moyenne de 30,9 points par match, il remporte également sept titres de MVP au cours de sa carrière.
Andrew Gaze dispute une saison en 1988-1989 en NCAA avec les Seton Hall Pirates, participant à la finale du championnat face à Michigan. Il effectue des essais avec les SuperSonics de Seattle, mais n'est finalement pas retenu. Il retourne alors dans son club d'origine des Melbourne Tigers. Après une saison dans le club italien d'Udine en 1991-1992 et un nouveau retour à Melbourne, Gaze rejoint les Bullets de Washington en 1993-1994, disputant sept matchs. Il effectue un autre court passage en NBA, aux Spurs de San Antonio, lors de la saison du premier titre des Texans en 1999.
Gaze connaît une remarquable carrière internationale avec la sélection australienne. Il participe à cinq Jeux olympiques dans sa carrière, un record pour un joueur de basket-ball qu'il partage avec le portoricain Teófilo Cruz, le Brésilien Oscar Schmidt, l'Américaine Teresa Edwards et l'Espagnol Juan Carlos Navarro. Il mène les « Boomers » à leur meilleure performance en Jeux olympiques de 1988, Jeux olympiques de 1996 et Jeux olympiques de 2000 en terminant 4e. Pour ses derniers Jeux en 2000, il est porte-drapeau de la délégation australienne. Il est le second meilleur marqueur de l'histoire des Jeux olympiques derrière  le Brésilien Oscar Schmidt, et le  meilleur marqueur du championnat du monde.
Le 12 mai 2005, il met un terme à sa carrière de joueur après 20 ans sur les parquets. Peu après, il publie son autobiographie, « A Kid, a Ball, a Dream », coécrite avec Grantley Bernard.
Aujourd'hui, Andrew Gaze est devenue une personnalité des médias, apparaissant dans des publicités pour Dodo et commentant les matchs de NBL pour SEN 1116 et occasionnellement pour Fox Sports. Par ailleurs, Gaze entraîne l'équipe juniors des Melbourne Tigers. Il a également fait une apparition dans l'émission télévisée Dancing with the Stars.
En juillet 2007, Gaze est approché par le Parti travailliste australien afin de devenir leur candidat lors d'élections pour le district d'Albert Park.
Il est actuellement[Quand ?] présentateur sur Channel Seven de l'émission Guide to the Good Life.

### Palmarès
- Champion NBA 1999 (Spurs de San Antonio)

### Distinctions
- Élu au FIBA Hall Of Fame en 2013[4].